# Fußballer des Jahres in Luxemburg
Als Fußballer des Jahres wird in Luxemburg jährlich der herausragendste Spieler einer Saison geehrt. Der Fußballer des Jahres wird durch die Tageszeitung Luxemburger Wort ermittelt; erster Titelträger der seit 1988 vorgenommenen Auszeichnung war Denis Scuto. Amtierender Sieger der Challenge Guy Greffrath 2019 ist der Luxemburger Danel Sinani (F91 Düdelingen).
Als Kandidaten kommen nur Spieler in Frage, die bei einem Verein der BGL Ligue unter Vertrag stehen.
Zwischen 1964 und 2000 ermittelte außerdem die lothringische Zeitung Le Républicain Lorrain einen Monsieur Football. Erster Titelträger war Théo Stendebach, als letzter Gewinner ging Jeff Strasser hervor. Diese Auszeichnung wurde insgesamt 35-mal vergeben, immer an einen Spieler mit Luxemburger Staatsbürgerschaft. 
Seit 2015 wird die Auszeichnung Monsieur Football wieder durch die luxemburgische Zeitung Le Quotidien vergeben. Seitdem kamen die Gewinner auch aus Frankreich, dem Senegal sowie Armenien.
Erfolgreichster Spieler ist Guy Hellers, der insgesamt siebenmal zum Monsieur Football gewählt wurde. Auf den weiteren Plätzen folgen Robert Langers (fünf Titel Monsieur Football), Manuel Cardoni (ein Titel Monsieur Football und vier Titel Challenge Guy Greffrath), Louis Pilot (vier Titel Monsieur Football) sowie David Turpel (ein Titel Monsieur Football und zwei Titel Challenge Guy Greffrath) mit drei Auszeichnungen.
Seit 2015 wird dieser Titel auch bei den Damen vergeben. Aktuelle Titelträgerin 2019 ist Elodie Martins (RFC Union Luxemburg) und erfolgreichste Siegerin bisher Karen Marin von Sporting Bettemburg mit zwei Titeln.

## Liste der Titelträger
- Saison: Nennt die Saison, in welcher der Spieler gewählt wurde.
- Name: Nennt den Namen des Spielers.
- Nationalität: Nennt die Nationalität des Spielers.
- Verein: Nennt den Verein, für den der Spieler zum damaligen Zeitpunkt gespielt hat. In Fettschrift dargestellte Vereine wurden in der angegebenen Saison Meister.

### Monsieur Football
| Saison    | Name                 | Nationalität | Verein                            |
| --------- | -------------------- | ------------ | --------------------------------- |
| 1963/64   | Théo Stendebach      | Luxemburg    | Aris Bonneweg                     |
| 1964/65   | Johny Leonard        | Luxemburg    | Union Luxemburg                   |
| 1965/66   | Louis Pilot          | Luxemburg    | Standard Lüttich, Belgien         |
| 1966/67   | René Hoffmann        | Luxemburg    | Jeunesse Esch                     |
| 1967/68   | Fernand Jeitz        | Luxemburg    | FC Metz, Frankreich               |
| 1968/69   | Paul Philipp         | Luxemburg    | Standard Lüttich, Belgien         |
| 1969/70   | Louis Pilot          | Luxemburg    | Standard Lüttich, Belgien         |
| 1970/71   | Louis Pilot          | Luxemburg    | Standard Lüttich, Belgien         |
| 1971/72   | Louis Pilot          | Luxemburg    | Standard Lüttich, Belgien         |
| 1972/73   | Nico Braun           | Luxemburg    | FC Metz, Frankreich               |
| 1973/74   | Norbert Reiland      | Luxemburg    | Jeunesse Esch                     |
| 1974/75   | Gilbert Dussier      | Luxemburg    | AS Nancy, Frankreich              |
| 1975/76   | René Flenghi         | Luxemburg    | Red Boys Differdingen             |
| 1976/77   | Jean-Louis Margue    | Luxemburg    | FC Progrès Niederkorn             |
| 1977/78   | Lucien Thill         | Luxemburg    | CS Grevenmacher                   |
| 1978/79   | Chico Rohmann        | Luxemburg    | Sporting Charleroi, Belgien       |
| 1979/80   | Robert Langers       | Luxemburg    | Union Luxemburg                   |
| 1980/81   | Carlo Weis           | Luxemburg    | Spora Luxemburg                   |
| 1981/82   | Gilbert Dresch       | Luxemburg    | FC Avenir Beggen                  |
| 1982/83   | Gilbert Dresch       | Luxemburg    | FC Avenir Beggen                  |
| 1983/84   | Guy Hellers          | Luxemburg    | Standard Lüttich, Belgien         |
| 1984/85   | John van Rijswijck   | Luxemburg    | Jeunesse Esch                     |
| 1985/86   | Guy Hellers          | Luxemburg    | Standard Lüttich, Belgien         |
| 1986/87   | Robert Langers       | Luxemburg    | Stade Quimpérois, Frankreich      |
| 1987/88   | Robert Langers       | Luxemburg    | EA Guingamp, Frankreich           |
| 1988/89   | Robert Langers       | Luxemburg    | US Orléans, Frankreich            |
| 1989/90   | Robert Langers       | Luxemburg    | OGC Nizza, Frankreich             |
| 1990/91   | Guy Hellers          | Luxemburg    | Standard Lüttich, Belgien         |
| 1991/92   | Guy Hellers          | Luxemburg    | Standard Lüttich, Belgien         |
| 1992/93   | Guy Hellers          | Luxemburg    | Standard Lüttich, Belgien         |
| 1993/94   | Théo Scholten        | Luxemburg    | FC Avenir Beggen                  |
| 1994/95   | Guy Hellers          | Luxemburg    | Standard Lüttich, Belgien         |
| 1995/96   | Manuel Cardoni       | Luxemburg    | Jeunesse Esch                     |
| 1996/97   | Guy Hellers          | Luxemburg    | Standard Lüttich, Belgien         |
| 1997/98   | Philippe Felgen      | Luxemburg    | Jeunesse Esch                     |
| 1998/99   | keine Titelvergabe   |              |                                   |
| 1999/00   | Jeff Strasser        | Luxemburg    | 1. FC Kaiserslautern, Deutschland |
| 2001–2014 | keine Titelvergabe   |              |                                   |
| 2014/15   | Grégory Adler        | Frankreich   | US Hostert                        |
| 2015/16   | Momar N’Diaye        | Senegal      | Jeunesse Esch                     |
| 2016/17   | Aleksandr Karapetjan | Armenien     | FC Victoria Rosport               |
| 2017/18   | David Turpel         | Luxemburg    | F91 Düdelingen                    |
| 2018/19   | Marwane Benamra      | Frankreich   | US Bad Mondorf                    |
| 2019/20   | keine Titelvergabe   |              |                                   |
| 2020/21   | Zachary Hadji        | Frankreich   | CS Fola Esch                      |
| 2021/22   | Artur Abreu          | Luxemburg    | Union Titus Petingen              |
| 2022/23   | Rayan Philippe       | Frankreich   | Swift Hesperingen                 |
| 2023/24   | Guillaume Trani      | Frankreich   | FC Differdingen 03                |

### Challenge Guy Greffrath
| Saison  | Name                 | Nationalität            | Verein             |
| ------- | -------------------- | ----------------------- | ------------------ |
| 1987/88 | Denis Scuto          | Luxemburg               | Jeunesse Esch      |
| 1988/89 | Jean-Marc Rigaud     | Frankreich              | Spora Luxemburg    |
| 1989/90 | Carlo Weis           | Luxemburg               | FC Avenir Beggen   |
| 1990/91 | Marc Birsens         | Luxemburg               | Union Luxemburg    |
| 1991/92 | Claude Ganser        | Luxemburg               | Jeunesse Esch      |
| 1992/93 | Luc Holtz            | Luxemburg               | Etzella Ettelbrück |
| 1993/94 | Théo Scholten        | Luxemburg               | FC Avenir Beggen   |
| 1994/95 | Manuel Cardoni       | Luxemburg               | Jeunesse Esch      |
| 1995/96 | Manuel Cardoni       | Luxemburg               | Jeunesse Esch      |
| 1996/97 | Mikhail Zaritski     | Luxemburg               | Sporting Mertzig   |
| 1997/98 | Mikhail Zaritski     | Luxemburg               | Sporting Mertzig   |
| 1998/99 | Manuel Cardoni       | Luxemburg               | Jeunesse Esch      |
| 1999/00 | Manuel Cardoni       | Luxemburg               | Jeunesse Esch      |
| 2000/01 | Ahmed El Aouad       | Marokko                 | CS Hobscheid       |
| 2001/02 | Frédéric Cicchirillo | Frankreich              | F91 Düdelingen     |
| 2002/03 | Ahmed El Aouad       | Marokko                 | CS Grevenmacher    |
| 2003/04 | Laurent Pellegrino   | Frankreich              | Jeunesse Esch      |
| 2004/05 | Stéphane Martine     | Frankreich              | F91 Düdelingen     |
| 2005/06 | Joris Di Gregorio    | Frankreich              | F91 Düdelingen     |
| 2006/07 | Joris Di Gregorio    | Frankreich              | F91 Düdelingen     |
| 2007/08 | Emmanuel Coquelet    | Frankreich              | F91 Düdelingen     |
| 2008/09 | Pierre Piskor        | Frankreich              | FC Differdingen 03 |
| 2009/10 | Daniel Huss          | Luxemburg               | CS Grevenmacher    |
| 2010/11 | Daniel da Mota       | Luxemburg               | F91 Düdelingen     |
| 2011/12 | Aurélien Joachim     | Luxemburg               | F91 Düdelingen     |
| 2012/13 | Stefano Bensi        | Luxemburg               | CS Fola Esch       |
| 2013/14 | Sanel Ibrahimović    | Bosnien und Herzegowina | Jeunesse Esch      |
| 2014/15 | Laurent Jans         | Luxemburg               | CS Fola Esch       |
| 2015/16 | David Turpel         | Luxemburg               | F91 Düdelingen     |
| 2016/17 | Omar Er Rafik        | Frankreich              | FC Differdingen 03 |
| 2017/18 | David Turpel         | Luxemburg               | F91 Düdelingen     |
| 2018/19 | Danel Sinani         | Luxemburg               | F91 Düdelingen     |
| 2019/20 | keine Titelvergabe   |                         |                    |
| 2020/21 | keine Titelvergabe   |                         |                    |

### Damen
| Saison  | Name                | Nationalität | Verein              |
| ------- | ------------------- | ------------ | ------------------- |
| 2014/15 | Karen Marin         | Luxemburg    | Sporting Bettemburg |
| 2015/16 | Andreia Machado     | Luxemburg    | Progres Niederkorn  |
| 2016/17 | Karen Marin         | Luxemburg    | Sporting Bettemburg |
| 2017/18 | Kimberly Dos Santos | Luxemburg    | Sporting Bettemburg |
| 2018/19 | Elodie Martins      | Luxemburg    | RFC Union Luxemburg |
| 2019/20 | keine Titelvergabe  |              |                     |
| 2020/21 | keine Titelvergabe  |              |                     |

## Ranglisten

### Herren
| Platz | Name              | Anzahl | Monsieur Football                        | Challenge Guy Greffrath |
| ----- | ----------------- | ------ | ---------------------------------------- | ----------------------- |
| 01.   | Guy Hellers       | 7      | 1984, 1986, 1991, 1992, 1993, 1995, 1997 |                         |
| 02.   | Manuel Cardoni    | 5      | 1996                                     | 1995, 1996, 1999, 2000  |
|       | Robert Langers    | 5      | 1980, 1987, 1988, 1989, 1990             |                         |
| 04.   | Louis Pilot       | 4      | 1966, 1970, 1971, 1972                   |                         |
| 05.   | David Turpel      | 3      | 2018                                     | 2016, 2018              |
| 06.   | Joris Di Gregorio | 2      |                                          | 2006, 2007              |
|       | Gilbert Dresch    | 2      | 1982, 1983                               |                         |
|       | Ahmed El Aouad    | 2      |                                          | 2001, 2003              |
|       | Théo Scholten     | 2      | 1994                                     | 1994                    |
|       | Carlo Weis        | 2      | 1981                                     | 1990                    |
|       | Mikhail Zaritski  | 2      |                                          | 1997, 1998              |

### Damen
| Platz | Name                | Anzahl | Titel      |
| ----- | ------------------- | ------ | ---------- |
| 01.   | Karen Marin         | 2      | 2015, 2017 |
| 02.   | Kimberly Dos Santos | 1      | 2018       |
|       | Andreia Machado     | 1      | 2016       |
|       | Elodie Martins      | 1      | 2019       |